# Toba (císař)
Toba (japonsky 鳥羽天皇, Toba tennó, 24. února 1103 ─ 20. července 1156 byl sedmdesátý čtvrtý císař Japonska v souladu s tradičním pořadím posloupnosti. Vládl od 9. srpna 1107 do své abdikace 25. února 1123.
Princ, jehož osobní jméno (imina) před nástupem na Chryzantémový trůn znělo Munehito (宗仁親王), byl prvorozeným synem císaře Horikawy a císařovny Iši Fudžiwary (1076-1103).  

## Události za Tobova života

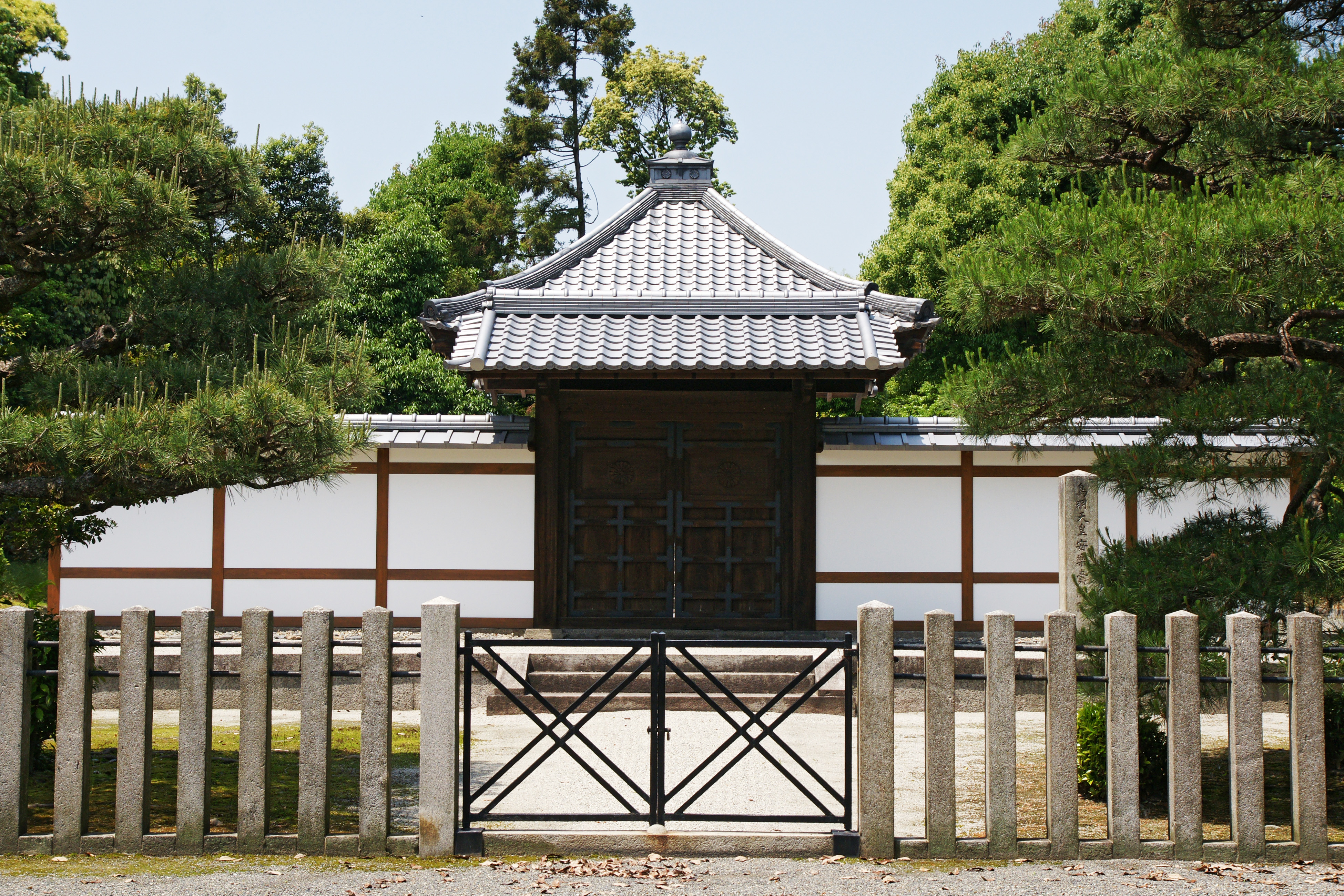
Hrobka císaře Toby v chrámu Anrakudžuin v Kjótu

Poté co v roce 1103 zemřela Munehitova matka Iši, převzal jeho výchovu princův děd, bývalý císař Širakawa.
Dne 9. srpna 1107 zemřel v 21. roce své vlády císař Horikawa. Bylo mu 29 let. Nástupnictví (‘‘senso’’) obdržel jeho jediný syn princ Munehito. Krátce nato usedl princ, budoucí císař Toba, údajně na Chryzantémový trůn (‘‘sokui’’).
Během prvních let vlády císaře Toby držel faktickou moc v rukou jeho děd, bývalý císař Širakawa jako takzvaný klášterní císař.
Roku 1110 vyhořel chrám Miidera na úpatí hory Hiei, který byl sesterským chrámem kláštera Enrjakudži na vrcholu téže hory. Bylo to podruhé, kdy chrám zničil požár. Poprvé se tak stalo v roce 1081.
Dne 25. února 1123 byl císař Toba v 17. roce svého panování donucen svým dědem, klášterním císařem Širakawou, odstoupit z trůnu. Toba se Chryzantémového trůnu vzdal ve prospěch svého čtyřletého syna, prince Akihita (顕仁親王), který vešel později ve známost jako císař Sutoku. Tobovi bylo tehdy teprve 20 let, a již panoval celých 16 let. Přijal titul Daidžó-tennó, čímž se z něj stal klášterní císař a nástupnictví (senso) přešlo na jeho syna, který ještě téhož roku usedl na Chryzantémový trůn (sokui).
Poté co 24. července 1129 zemřel ve věku 76 let bývalý císař Širakawa, začal Toba vládnout jako klášterní císař. Udržel si moc během vlády tří císařů ─ Sutokua, Konoea, a Go-Širakawy.
V roce 1134 vykonal klášterní císař Toba pouť do svatyní Kumano. Doprovázeli jej při tom ministr zprava (udaidžin) Munetada Naka a ministr zleva (sadaidžin) Arahito Hanazono. Pouť si údajně užívali a vypilo se při ní spousta sake.
Bývalý císař Toba zemřel 20. července 1156 ve věku 53 let. Místo, kde byl císař pohřben, je známé. Je jím buddhistický chrám Anrakudžuin v kjótské čtvrti Fušimi-ku, který nechal Toba vybudovat. Úřad pro záležitosti japonského císařského dvora stanovil toto místo jako mauzoleum císaře Toby.

## Rodina
Císařský princ Munehito neboli císař Toba měl 10 manželek, s nimiž zplodil 20 dětí, 10 synů a 10 dcer. Jeho prvorozený syn, císařský princ Akihito (顕仁親王), se posléze stal císařem Sutoku. Jeho čtvrtý syn, císařský princ Masahito (雅仁親王), poté usedl na trůn jako císař Go-Širakawa a jeho osmý syn, císařský princ Narihito (体仁親王), vešel ve známost jako císař Konoe.